# 니지산지
니지산지(일본어: にじさんじ)란 일본의 이치카라 주식회사(일본어: いちから株式会社)가 개발하는 iPhone X 전용 애플리케이션, 혹은 니지산지 앱을 사용하여 활동하는 이치카라 주식회사 소속의 버츄얼 유튜버 그룹 및 프로젝트를 지칭한다.

## 애플리케이션
애플리케이션 니지산지는 iPhone X의 표정 인식 기능인 애니모티콘을 활용, 2D CG 애니메이션 캐릭터가 연기자의 표정이나 움직임에 맞춰 동작하게 만들어주는 애플리케이션이다. FaceRig와 Live 2D를 사용하는 것과 비슷하게 캐릭터를 움직일 수 있다. 본격적인 Live 2D 기술을 접목한 2D 페이스 트래킹에 비해 트래킹 범위가 작다는 단점이 있다.